# Dzogchen Ponlop Rinpoché
Rinpoché
Jikdrel Tsewang Dorje Jigtral Tsewang Dorjé
Dzogchen Ponlop Rinpoché (tibétain : རྫོགས་ཆེན་དཔོན་སློབ་རིན་པོ་ཆེ།, Wylie : rdzogs-chen dpon-slob rin-po-che), de son nom Karma Sungrap Ngedön Tenpa Gyaltsen (né le 24 juin 1965, Gangtok) est la 7e incarnation dans la lignée des Dzogchen Ponlop.

## Biographie

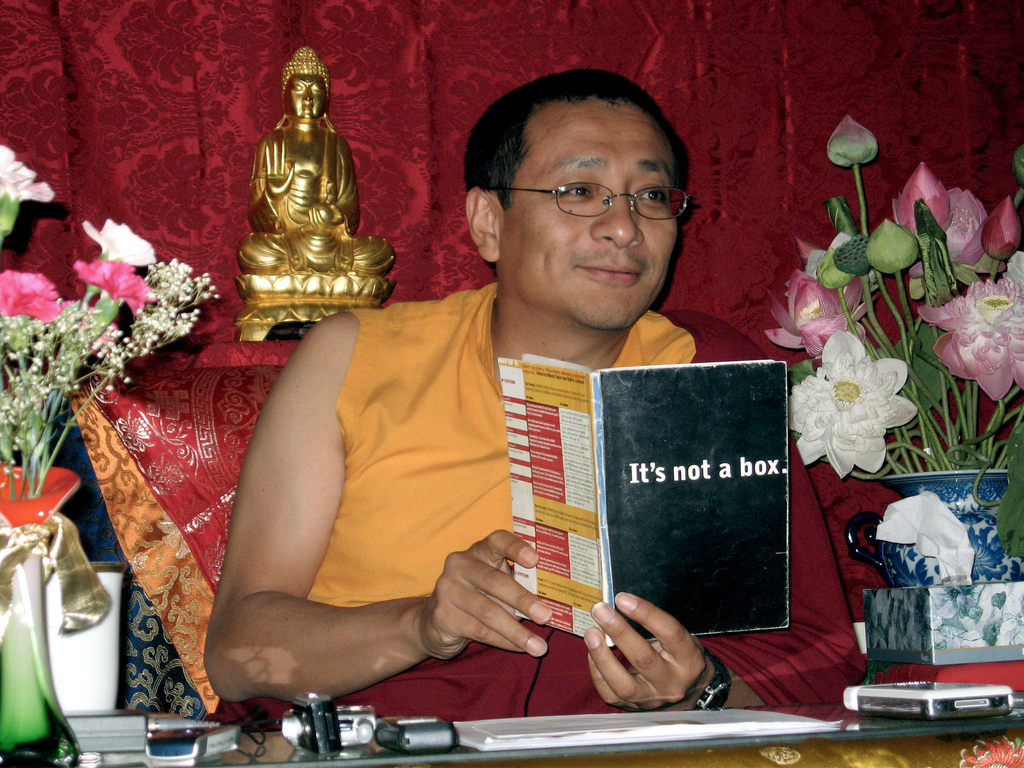
Dzogchen Ponlop Rinpoché illustrant le principe de vacuité

Dzogchen Ponlop Rinpoché est né le 24 juin 1965 au monastère de Rumtek, Gangtok au Sikkim dans le nord de l'Inde. Sa naissance avait été annoncée avant sa conception par le 16e karmapa. Son père, Damchö Yongdu, était le secrétaire général du karmapa. Sa mère, Lekshey Drolma, est originaire d'une famille d'intellectuels et d'artistes. Le karmapa l'a reconnu à sa naissance, comme 7e incarnation des Dzogchen Ponlop. Il a été intronisé en tant que tel en 1968 à Rumtek. Il reçut du 16e karmapa les vœux bouddhistes de refuge et de bodhisattva. Il fut ordonné moine novice en 1974. Il reçut la plupart des enseignements Kagyu et Nyingma du 16e karmapa et de Dilgo Khyentsé Rinpoché. Il a également étudié avec Alak Zenkar Rinpoché, Khenchen Thrangu Rinpoché, Tulku Urgyen Rinpoché, Kalou Rinpoché, et d'autres maîtres. Son maître principal est Khenpo Tsultrim Gyamtso Rinpoché.
Il débuta ses études en philosophie bouddhiste à l'école de Rumtek à l'âge de 12 ans. En 1980, il accompagna le 16e karmapa aux États-Unis, au Canada et en Asie du Sud.
En 1981, il rejoint le collège monastique de Rumtek, l’Institut Karma Shri Nalanda d’études bouddhistes supérieures, affilié à l'Université sanskrite Sampurnanant de Bénarès, en Inde.
En 1987, il devint bibliothécaire de la bibliothèque de l'Institut et fut rédacteur en chef du Nalandakirti Journal.
En mai 1990, Rinpoché obtint de l’Institut son diplôme de Ka-rabjampa, titre kagyü équivalent de Geshé, et le titre d'Acharya de l'Université sanskrite Sampurnanant.
Il étudia les religions comparées à l'Université Columbia de New York.
Père d'une fille, il est marié à Aya Liu (en).

## Ouvrages

### En français
- Dzogchen Ponlop, Plan de sauvetage émotionnel : Comment transformer souffrance et confusion en énergie libératrice, Belfond, coll. « L’Esprit d’ouverture », 2018, 304 p. (ISBN 978-2-71446-051-6)
- Dzogchen Ponlop, Bouddha rebelle : Sur la route de la liberté, Marabout, coll. « Spiritualité–Philosophie », 2014, 288 p. (ISBN 978-2-50109-047-6)
- Dzogchen Ponlop, L’esprit par-delà la mort : Préparatifs pour le grand voyage, Le Jour Eds, 2009, 361 p. (ISBN 978-2-89044-762-2)

### En anglais
- (en) Dzogchen Ponlop, Penetrating Wisdom, Snow Lion Publications, 2014 (ISBN 978-1590304167)
- (en) Dzogchen Ponlop, Wild Awakening: The Heart of Mahamudra and Dzogchen, Shambhala Publications, 2003 (ISBN 978-8174721211)
- 2003: "Brief Histories of the Sixteen Karmapas". in (en) Michele Martin, Music in the sky : the life, art, and teachings of the 17th Gyalwa Karmapa Ogyen Trinley Dorje, New Delhi, New Age Books, 2004, 1st Indian éd. (ISBN 978-8178221939)